# Aleksandr Kabanov
Pour les articles homonymes, voir Kabanov.
Aleksandr Sergeïevitch Kabanov (en russe : Александр Серге́евич Кабанов, transcription anglaise : Aleksandr Sergeyevich Kabanov), né le 11 juin 1948 à Moscou (RSFS de Russie) et mort le 30 juin 2020 à Kremionki (Russie), est un poloïste international soviétique. 

## Biographie
Aleksandr Kabanov est enterré au cimetière Mitinsky à Moscou.

### Carrière
Aleksandr Kabanov remporte la médaille d'or lors des Jeux olympiques d'été de 1972 et 1980, la Coupe du monde en 1981 et 1983 ainsi que le titre de champion du monde en 1975 et 1982 avec l'équipe d'Union soviétique[réf. nécessaire].

## Palmarès

### En sélection
- Union soviétique
  - Jeux olympiques :
    - Médaille d'or : 1972 et 1980.

  - Championnat du monde :
    - Vainqueur : 1975 et 1982.

  - Coupe du monde :
    - Vainqueur : 1981 et 1983.

  - Championnat d'Europe :
    - Vainqueur : 1983
    - Finaliste : 1981.